# Sölden (Bade-Wurtemberg)
Pour les articles homonymes, voir Sölden.
Sölden est une commune de Bade-Wurtemberg (Allemagne), située dans l'arrondissement de Brisgau-Haute-Forêt-Noire, dans le district de Fribourg-en-Brisgau.

## Évolution démographique
| Année      | 1871 | 1939 | 1970 | 1995 | 2006 |
| ---------- | ---- | ---- | ---- | ---- | ---- |
| Population | 327  | 381  | 813  | 1050 | 1194 |